# تسعير وجاهي
التسعير الوجاهي هي إستراتيجية تقتضي الحفاظ على سعر المنتج أو الخدمة مرتفعًا بشكل متكلف من أجل تشجيع التصورات الإيجابية بين المشترين، اعتمادًا على السعر وحده. ويهدف هذا النهج إلى استغلال (ليس مبررًا بالضرورة) ميل المشترين إلى افتراض أن السلع باهظة الثمن تتمتع بسمعة ممتازة أو تمثل جودة وتميزًا استثنائيًا. وتتضمن إستراتيجية التسعير الوجاهي تحديد سعر المنتج، بحيث يكون أعلى من المنتجات المماثلة. ويطلق على هذه الاستراتيجية أيضًا اسم التسعير الاستخلاصي لأنها محاولة «لاستخلاص» المكانة الأفضل ضمن الشرائح العليا في السوق. وهي إستراتيجية تستخدم لتحقيق أقصى قدر من الأرباح في المناطق التي يشعر المستهلك فيها بالسعادة عندما يدفع سعرًا أعلى، أو عندما لا توجد أي بدائل للمنتج، أو عندما تفرض الحواجز على دخول السوق، أو عندما لا يستطيع البائع أن يوفر التكاليف عندما تكون هناك ضخامة في حجم الإنتاج. ويعرف هذا النوع أيضًا باسم تسعير الصورة أو تسعير المكانة.
وترتبط الرفاهية ارتباطًا نفسيًا بالتسعير المرتفع. فالتسويق يعني أن المستهلكين لديهم الرغبة في دفع المزيد مقابل بضائع معينة دون أخرى. وبالنسبة لخبراء التسويق، فإن ذلك يعني تكوين ملكية لإحدى العلامات التجارية أو قيمة لها تثير في المستهلك الرغبة في دفع المزيد مقابلها. ويرى خبراء التسويق أن العامل الرئيسي الذي يميز علامة تجارية عن أخرى في فئة منتج هو أن تكون فاخرة.

## الاعتبارات الاستراتيجية
يعتمد استخدام التسعير الوجاهي بوصفه إما إستراتيجية تسويق أو ممارسة تنافسية على عوامل معينة تؤثر على الربحية والاستدامة. وتتضمن عيوب استراتيجة التسعير هذه:
- عدم تناسق المعلومات (مثل، عندما لا يكون لدى المشترين أي أساس مستقل لاختبار ادعاءات «الجودة الاستثنائية» لمنتج أو خدمة معينة—بافتراض أن المفهوم واضح المعالم للبدء به)؛
- الحالة السوقية بوصفها سلعة فاخرة أو سلعة رفيعة المستوى؛
- ديناميكيات السوق مثل مستوى المنافسة وحواجز الدخول.[2]